# South Somerset
South Somerset é um distrito de administração local em Somerset, Inglaterra.
O distrito de South Somerset cobre uma área de 959 km²   desde as fronteiras de Devon e Dorset ao extremo de Somerset Levels. Tem uma população aproximada de 165 000. A sede administrativa do distrito é Yeovil.
South Sommerset foi criada em 1 de Abril de 1974, com a designação de Yeovil, adoptando o presente nome em 1985. Foi formado a partir da fusão dos borough municipais de Chard, Yeovil, dos distritos urbanos de Crewkerne e Ilminster, e do  Distrito Rural de Langport, Distrito Rural de Wincanton e Distrito Rural de Yeovil.
O Concelho cobre todo o círculo eleitoral de Yeovil e parte do Somerton and Frome.